# 250

## Nașteri
- 31 martie: Constanțiu I, împărat roman (d. 306)
- Maximian (Marcus Aurelius Valerius Maximianus), împărat roman alături de Dioclețian (d. 310)

## Decese
- dată necunoscută: Nagarjuna filosof indian (n. 150)
- 20 ianuarie: Papa Fabian  (n. 200)
- dată necunoscută: Sfântul Dionisie  (n. ?)
- dată necunoscută: Licinianus  (n. ?)
- dată necunoscută: Anastasia Romana călugăriță martirizată sub împăratul Valerian (n. 220)
- dată necunoscută: Protan și Iachint martiri creștini din perioada persecuțiilor anticreștine ale împăratului Valerian (257-259 d.Hr.) (n. ?)